# British Deaf Association
Die British Deaf Association (BDA) ist eine von Gehörlosen geleitete britische Wohltätigkeitsorganisation, die sich für die Rechte gehörloser Menschen einsetzt, welche die British Sign Language nutzen.

## Vorgeschichte
1882 kehrte Francis Maginn aus Amerika nach Nordirland zurück, um Unterstützung für die Gründung einer Gehörlosenvereinigung zu finden und trat der Deaf and Dumb Correspondence Association bei, die von einigen einflussreichen Gehörlosen dieser Zeit geleitet wurde.
Der erste Gründungsversuch einer Gehörlosenvereinigung (National Association for the Deaf and Dumb (NADD)) wurde am 1. Februar 1888 unternommen, war aber nur von kurzer Dauer. Die Vereinigung bestand aus 239 Mitgliedern, wurde aber wegen zu wenig Mitgliedern 1889 bereits wieder aufgelöst. Die Gründung der NADD war eine Reaktion auf die wahrgenommene Bedrohung der Sprach- und Bildungsrechte Gehörloser, die nach der Mailänder Konferenz von 1880 aufgekommen war. Dieser internationale Kongress, an dem die Mehrheit der Teilnehmer aus Menschen bestand, die gehörlosen Kindern das Hören beibrachten, hatte eine Resolution verabschiedet, die den Gebrauch von Gebärdensprachen weltweit verbot. Die Teilnehmer der Konferenz waren dann in ihre Heimatländer zurückgekehrt, entschlossen, sowohl die Anstellung gehörloser Lehrer als auch den Gebrauch von Gebärdensprachen in Schulen abzuschaffen. Sie versuchten auch, die Klassengröße auf ein Maß zu reduzieren, das für hörende Lehrer bewältigbar war.
Trotz der Schließung der Vereinigung erhielten Francis Maginn und James Paul (Missionar und Gründer der National Deaf and Dumb Society) finanzielle Unterstützung zur Teilnahme an einer Veranstaltung zum 100. Todestag von Charles-Michel de l’Epée. Auf der Zugfahrt nach Paris beschlossen sie gemeinsam erneut eine nationale Gehörlosenvereinigung zu gründen. Auf dem Heimweg von Calais sagten ihnen die britischen Delegierten ihre Unterstützung zu.

## Gründung der British Deaf Association
1889 wurde eine Königliche Kommission zur Ausbildung gehörloser Kinder ins Leben gerufen, die jedoch keine Gehörlosen konsultierte und die Einführung des Oralismus befürwortete und damit das Verbot der Gebärdensprache unterstützte. Als Reaktion darauf forderte die Zeitschrift Deaf Mute Gehörlose auf, sich zur Verteidigung ihrer eigenen Interessen zusammenzuschließen.
1889 hörte die NADD auf zu existieren. Im Januar 1890 fand in der St Saviour's Church, organisiert von vier gehörlose Männern um Francis Maginn und George Healey, eine nationale Konferenz für Gehörlose (National Conference of Adult Deaf and Dumb Missions and Associations) in London statt. Hier präsentierte Maginn seine Ideen zur Verbesserung des Bildungssystems für Gehörlose im Vereinigten Königreich. Dazu schlug er die Gründung einer nationalen Gehörlosenvereinigung vor. Er versprach auch noch die Einführung der kombinierten Methode (Fingeralphabet, gebärdetem Englisch, Lippenlesen nach der manuellen Methode, Zugang zu geschriebenem Englisch) für Gehörlose, wo es möglich ist.
Es wurde beschlossen, einen nationalen Verband zur Vertretung der Gehörlosengemeinschaft im British Empire zu gründen. Der Vorsitzende der Konferenz Rev. William B. Sleight ließ die Veranstaltung am Morgen des 18. Januar 1890 eher beginnen, um den Vorschlag für die Gründung eines neuen nationalen Verbandes anzuhören.
"By consent, Francis Maginn was given the floor, and he spoke eloquently for the next half an hour or so about the need of an organised association that would command respect and watch other the interests of the deaf people in Britain, whether these interests be educational, moral or social."
Es wurde ein Sonderausschuss eingerichtet, der eine Satzung aus sechs gehörlosen und sechs hörenden Männern unter dem Vorsitz von Rev. William B. Sleight ausarbeiten sollte. Francis hätte es vorgezogen, wenn keine hörenden Männer im Ausschuss vertreten wären, schloss sich aber der Mehrheit an. Maginn war einer der sechs gehörlosen Männer im Ausschuss.
In der neu verabschiedeten Satzung gab es Bedenken hinsichtlich zweier Elemente: dem Namen und der Kriterien zur Mitgliedschaft. Man entschied sich nicht für den Namen "National Association for the Deaf", sondern für British Deaf And Dumb Association. Obwohl darauf hingewiesen wurde, dass "dumb" (stumm) in Amerika nicht mehr verwendet wurde, erfolgte erst 1970 eine Anpassung. Zweitens wollte Maginn gern nur gehörlose Personen als Mitglieder, aber der Ausschuss erklärte, sie würden hörende Mitglieder zulassen, welche sich aktiv für die Interessen von Gehörlosen einsetzen, sofern sie von fünf gehörlosen Personen vorgeschlagen würden. Maginn war mit dieser Entscheidung überhaupt nicht einverstanden und wandte sich gegen die Idee des "wohlwollenden Paternalismus" der hörenden Unterstützer der Gehörlosen. Der Verband befürwortete auch die Nutzung der Gebärdensprachen in Gehörlosenschulen anstelle rein lautsprachlicher Systeme. Erst in den 1970er Jahren begannen Schulen dann erneut, sich mit der Akzeptanz der Gebärdensprache zu befassen.
Am 24. Juli 1890 wurde der Verband in der Lecture Hall des Leeds Church Institute in Albion Place (Leeds) offiziell gegründet. Die Aufnahmekriterien wurden ausführlich diskutiert und man vereinbarte folgendes:
"Persons who can hear taking an active interest in the welfare and education of the deaf and dumb, shall be eligible for admission to ordinary membership on the recommendation of five ordinary members of the association."
Der hörende Sleight wurde zum Vorsitzenden ernannt und Maginn wurde regionaler Vizepräsident (Ehrenposition ohne wirkliche Macht). Dies erschütterte Maginns Selbstvertrauen und er zog sich nach und nach aus dem Verband zurück.

## Vorsitzender
Die British Deaf Association hatte keinen gehörlosen Vorsitzenden mehr, bis mit der Einführung der Gebärdensprache und ihrer Akzeptanz in der breiten Öffentlichkeit traten gehörlose Führungspersönlichkeiten langsam wieder in den Vordergrund. 1983 folgte dann der erste gehörlose Vorsitzende Jock Young und der erste gehörlose Geschäftsführer Mitte der 1990er mit Jeff McWhinney.
In den 1990er Jahren wurde die BDA auch zu einer von Gehörlosen geführten Organisation und die Kampagne für die Anerkennung der Gebärdensprache ist bis heute der Hauptschwerpunkt ihrer Arbeit. Die derzeitige Vorsitzende ist Linda Richards. Zu den früheren Vorsitzenden gehörte auch der verstorbene Terry Riley, Herausgeber des See Hear-Programms der BBC.